# 青春CUP
《青春CUP》是中田由美創作的日本漫畫作品，為雙葉社月刊漫畫雑誌《Comic High!》所連載校園漫画，中文版由臺灣東立出版社代理發行。2009年6月22日宣布製作動畫，2010年1月於開始播放。

## 登場人物
叶山奈由（聲：茅原实里）
本作品主人公，一年级A班的班长。双马尾发型，带着眼镜。入学考试时得到第一名。虽然成绩相当优秀，不过也有天然呆的一面。在祖母和圭吾的影响下，对内衣有强烈的执着，从周围女性的外观就能看出其内衣穿得不对，因為无法保持沉默而突然去抓别人的胸部，而多次被误解。还有着检查别的女孩子穿什么内衣的习惯。
小学6年级时，由于穿着吊袜带上学，受到误解，被同学敬而远之。在初中入学式的时候，由于试穿成人向的艳丽短裤（圭吾造）被同学看到，被误解成在“做援助交际”，不过也因此结识遥和弥子两个朋友。从那之后就对她们关于如何穿着适当的内衣进行指导，并为了让更多的女孩子得到指导，在遥的提案下，决定创立“内衣部”。在有着“下流”、“太让人不好意思”之类固定观念的其它人的偏见、时不时无心的嘲笑面前，在遥、弥子、小町及水野老师的帮助下，创立了内衣同好会，并在其活动中努力着。
她的双亲已经去世，现在和义兄圭吾一起生活。祖母好像也是和圭吾同样做内衣设计相关工作的样子，在奈由小时候给了她少年用的“决胜内衣”。
白石遥（聲：矢作纱友里）
奈由的同班同学，因為是大阪出身所以有關西腔調。與神宮寺弥子是好友。擔當著三位弟弟的姊姊。
小學時代因為自己的胸部比同齡生發育的早且曾被男生們因此給言語上的霸凌，所以在一段時間內對此很自卑。
神宮寺弥子（聲：寿美菜子）
奈由的同班同学。家中經營劍道道場，母親為學校教師。好像经常在看历史小说的单行本。
天原清乃（聲：日笠阳子）
就读于私立樱南中学1年级E班。喜歡化妝，曾在學校的周會進行服裝儀容檢查時因此仗義執言。
家境比其他三人富裕，擔任過模特兒與時尚雜誌的封面人物。對於內衣的知識遠超過奈由所知道的，同時也知道跟情趣內衣有關的一切。

### 清乃的同班同學
小町阳树（聲：佐藤雄大）
和清乃同班，E班的班长。因在小學和補習班中多次被葉山奈由奪去第一名，而向奈由宣戰。
之後在一半不情願之下加入了內衣同好會，擔任會中唯一的男性會員和助理。

### 櫻南中学校老師
水野环（聲：大原沙耶香）
私立樱南中学一年级A班的副班主任，教国语课程。擔任內衣同好會的顧問老師，但本人並不願意。曾打籃球不錯，而曾被學生邀請擔任籃球部的顧問老師，但本人拒絕。葉山圭吾是她高中時代的學長。
大熊老師（聲：寶龜克壽）
私立樱南中学一年级A班的班導，授課科目未知。有著地中海禿頭且戴眼鏡的中年男性。柔道社的顧問老師，在奈由提出內衣社的構想有些驚訝時就非常大方的指導他們社團的創建辦法，然後推薦了「如果是女性就能理解內衣的一切」的環當顧問老師。
塚本老師（聲：真山亞子）
負責手工部的顧問老師。
在一開始對於奈由在學校內開辦內衣部的構想很不看好，同時要他打退堂鼓。在學園祭上因為他們三人在雜誌封面上曝光的事情而強烈反對他們的立場，最後在看到他們與話劇社共同努力之的成果下才終於認同他們。
高遠老師（聲：淺川悠）
私立樱南中学一年级C班的女班導，漫畫研究會的顧問老師。與环互為好友，偶而會互相揉胸部。
谷原老師（聲：中村悠一）
附近小學的年輕教師，奈由與紗繪的前任班導，同時是紗繪憧憬的老師。
在單方面的批判奈由成立內衣同好會的時候被塚本老師給制止，外表雖然是一般的誠實青年但會認為女性內衣是不該拿出來的東西。

### 主角的親人與好友
叶山圭吾（聲：樱井孝宏）
奈由的哥哥，内衣设计师（經常叫女主角幫他試穿他所设计的内衣）。因女主角雙親在她小時候去世，所以便自小照顧女主角。由於故事尾端意外地要調職去京都進行某個大案子所以要搬家，然後也讓奈由在這之間進退兩難。
鷺澤葉子（聲：高島雅羅）
奈由的祖母，與圭吾相同為內衣設計師。以前曾經跟圭吾聯手經營過「珠寶牌」名牌。
由於孫子女的父母雙亡的關係所以由他撫養該兄妹，有時太過忙碌所以多少會給兩人添麻煩，奈由對於內衣的觀念多數是由此影響來的。
康太（聲：高城元氣）
弥子的兒時玩伴，經常來到神宮寺道場上課。

## 出版資訊
| 集數 | 一迅社         | 一迅社                 | 東立出版社    | 東立出版社             |
| 集數 | 發售日期       | ISBN                   | 發售日期      | ISBN                   |
| ---- | -------------- | ---------------------- | ------------- | ---------------------- |
| 1    | 2007年10月12日 | ISBN 978-4-575-83416-1 | 2008年4月21日 | ISBN 978-986-10-1652-8 |
| 2    | 2008年5月12日  | ISBN 978-4-575-83483-3 | 2008年9月29日 | ISBN 978-986-10-1653-5 |
| 3    | 2009年3月12日  | ISBN 978-4-575-83591-5 | 2009年6月5日  | ISBN 978-986-10-3492-8 |
| 4    | 2009年11月12日 | ISBN 978-4-575-83693-6 | 2010年3月16日 | ISBN 978-986-10-4820-8 |
| 5    | 2010年4月12日  | ISBN 978-4-575-83753-7 | 2010年8月26日 | ISBN 978-9-861-05555-8 |
| 6    | 2010年12月11日 | ISBN 978-4-575-83848-0 | 2011年8月8日  | ISBN 978-9-861-07047-6 |
| 7    | 2011年7月12日  | ISBN 978-4-575-83927-2 | 2012年7月9日  | ISBN 978-9-861-08396-4 |

## 电视动画
2010年1月4日开始在电视台AT-X播放。

### 制作人员
- 原作：
- 监督：
- 系列构成：吉田玲子
- 人物设定：谷津美弥子
- 音乐制作：STAR CHILD
- 动画制作：ZEXCS

### 主题曲
片头曲 「Choose Bright!!」
作词：大森祥子／作、编曲：大久保薰
演唱：叶山奈由（茅原实里）、神宮寺弥子（寿美菜子）、白石遥（矢作纱友里）、天原清乃（日笠阳子）
片尾曲「Shy Girls」
作词：苍井琉琉／作、编曲：宫崎诚
演唱：叶山奈由（茅原实里）、神宫寺弥子（寿美菜子）、白石遥（矢作纱友里）、天原清乃（日笠阳子）

### 各話標題
| 話数 | 日文標題               | 中文標題               | 脚本         | 作画         | 演出                  | 作画監督          | 總作画監督 |
| ---- | ---------------------- | ---------------------- | ------------ | ------------ | --------------------- | ----------------- | ---------- |
| 1    | おとなパンツ！の女の子 | 穿大人用內褲的女孩子！ | 吉田玲子     | ひいろゆきな | 磨積良亞澄            | 谷津美弥子        | -          |
| 2    | この胸のふくらみを     | 鼓起這個胸部了         | 吉田玲子     | 清瀨はるか   | 渡部穩寬              | 山本善哉          | 塩川貴史   |
| 3    | 風の強い日             | 强风之日               | G・TOMAHAWK  | 有明功一     | 吉村愛                | 安田京弘 村上真紀 | 谷津美弥子 |
| 4    | それぞれのカタチ       | 各自的形状             | 雨宮ひとみ   | 有明功一     | 藤本次朗              | 相坂ナオキ        | 塩川貴史   |
| 5    | 大人とコドモの間で     | 大人与小孩子之间       | 吉田玲子     | 森木政廣     | 吉田りさこ            | 中野りょうこ      | 谷津美弥子 |
| 6    | カゲキな思春期         | 过激的思春期           | 雨宮ひとみ   | 山本寬       | 星野真                | 加藤真人          | 谷津美弥子 |
| 7    | 揺れるオトコ心         | 摇摆的少年心           | 大知慶一郎   | 森脇真琴     | 高林久弥              | 山村俊了          | 塩川貴史   |
| 8    | 下着な夏合宿！         | 内衣部的夏季合宿！     | 吉田玲子     | 有明功一     | 磨積良亞澄            | 山村俊了          | 塩川貴史   |
| 9    | 中一の夏休み           | 初一的暑假             | 雨宮ひとみ   | 森脇真琴     | 吉村愛                | 大庭小枝          | 谷津美弥子 |
| 10   | ツンと胸を張って       | 骄傲得挺起胸膛         | 大知慶一郎   | 森脇真琴     | 森脇真琴              | 藤岡真紀          | 谷津美弥子 |
| 11   | 彼女といた午後         | 跟她一起的下午         | 吉田玲子     | 森木政廣     | 藤澤紗紗              | 川島尚 立田真一   | 谷津美弥子 |
| 12   | あなたに逢うまでは     | 直到與你相見           | ひいろゆきな | ひいろゆきな | ひいろゆきな 藤澤紗紗 | 藤岡真紀 新田靖成 | 谷津美弥子 |

### 播放电视台
| 播放地域 | 電視台   | 播放期間                | 播放时间                   | 系列     | 备注                    |
| -------- | -------- | ----------------------- | -------------------------- | -------- | ----------------------- |
| 日本全域 | AT-X     | 2010年1月4日 - 3月22日  | 星期一 23時30分 - 24時00分 | CS放送   |                         |
| 日本全域 | 萬代頻道 | 2010年1月12日 - 3月30日 | 周一 更新                  | 网络播放 | 第1話免费 第2話开始收费 |

### DVD / Blu-ray
| 卷数 | 發售日        | Blu-ray 初回版 / DVD 初回版 | 收錄話          |
| ---- | ------------- | --------------------------- | --------------- |
| 1    | 2010年3月24日 | KIXA-25 / KIBA-1748         | 第1話 - 第3話   |
| 2    | 2010年4月21日 | KIXA-26 / KIBA-1749         | 第4話 - 第6話   |
| 3    | 2010年5月26日 | KIXA-27 / KIBA-1750         | 第7話 - 第9話   |
| 4    | 2010年6月23日 | KIXA-28 / KIBA-1751         | 第10話 - 第12話 |

## 相關CD
| 名稱                | 類型     | 發售日        | 备注                                    |
| ------------------- | -------- | ------------- | --------------------------------------- |
| 青春CUP!!角色歌     | 角色歌   | 2010年3月10日 | 共4张CD，各CD分别收录两首歌及伴奏版本。 |
| CHU music×BRA drama | 原聲音樂 | 2010年4月21日 |                                         |

## 外部連結
- StarChild:ちゅーぶら!! （页面存档备份，存于）（日語）
- ちゅーぶら!!下着同好会放送室（StarChaild内） （页面存档备份，存于）（日語）
- ちゅーぶら!!下着同好会放送室（音泉）（日語）
- ちゅーぶら!!トレーディングカード公式サイト（日語）